# Euclidiodes stygiana
Euclidiodes stygiana är en fjärilsart som beskrevs av Butler 1882. Euclidiodes stygiana ingår i släktet Euclidiodes och familjen mätare. Inga underarter finns listade i Catalogue of Life.